# Yuzu (емулятор)
Yuzu — безкоштовний емулятор Nintendo Switch із відкритим кодом, розроблений на C++, розробка і підтримка якого була припинена у березні 2024 року через конфлікт із Nintendo

## Функції
Yuzu використовував мережевий сервіс під назвою Boxcat як заміну мережі динамічного вмісту Nintendo BCAT. Пізніше цю функцію було видалено через її нефункціональність. Реалізацію з часом буде замінено на таку, яка дозволяє використовувати локальні файли BCAT, здамплені з Nintendo Switch.
Yuzu також пропонує функцію зміни масштабу роздільної здатності, яка імітує роздільну здатність у док-режимі, портативному режимі та за межами рідної роздільної здатності. Після початкового додавання підтримки нестандартної роздільної здатності, цю функцію знову було видалено через проблеми зі стабільністю та неузгоджену поведінку різних постачальників GPU. Через два роки після видалення функція була знову додана під кодовою назвою «Project A.R.T».
У грудні 2019 року Yuzu додала експериментальний рендерер Vulkan до збірки раннього доступу та перенесла його до основних збірок. 9 травня 2020 року команда розробників оголосила про оновлення, яке включало експериментальну емуляцію багатоядерного процесора під кодовою назвою Prometheus.
У листопаді 2020 року розробники Yuzu додали онлайн-функції до емулятора, але через деякий час після цього видалили їх.
У червні 2021 року підтримку Fastmem було додано до збірок раннього доступу Yuzu. Усі сучасні операційні системи мають таку концепцію «віртуальної пам’яті», де адресована пам’ять (від запущеного процесу) — це простір адрес пам’яті, які відомі лише цьому процесу.
У липні 2021 року Yuzu завершили розробку «Project Hades», який мав на меті переписати декомпілятор шейдерів, покращивши загальну продуктивність емулятора.
У заяві для PC Gamer розробники Yuzu заявили, що їх цікавить потенційна оптимізація емулятора для використання на Steam Deck.

## Прийняття
У жовтні 2018 року Kotaku опублікували статтю, в якій вони зазначили що в Super Mario Odyssey можна грати за допомогою емулятора. Автор статті висловив занепокоєння здатністю Yuzu емулювати ігри, які на той час були комерційно доступні.
PC Gamer зазначив, що емулятор зміг запустити Pokémon: Let's Go, Pikachu! і Let's Go, Eevee! невдовзі після випуску ігор, хоча й із проблемами зі звуком.
У жовтні 2019 року Gizmodo опублікували статтю, в якій вони зазначили, що Yuzu зміг емулювати деякі ігри з частотою кадрів, яка приблизно відповідає фактичному обладнанню консолі.
З 2021 року різні джерела повідомляли, що Yuzu може працювати на Steam Deck, що дозволяє грати в ігри Nintendo Switch на консолі від Valve.
Після публікації статті Kotaku 9 жовтня 2021 року, яка охоплювала здатність Yuzu та Ryujinx (іншого емулятора Switch) грати в Metroid Dread , Nintendo зв’язалася з редакційною командою сайту з проханням переглянути статтю, яка була розцінена як заохочення до піратства. Kotaku відповіли, оновивши статтю і вибачившися перед читачами за помилку. Однак у редакційному додатку вони стверджували, що вважають емуляцію важливою частиною зусиль щодо збереження відеоігор, і що їх висвітлення емуляторів не дорівнює заохоченню піратити гру. 
Після оприлюднення здатності Yuzu працювати на Steam Deck, було видалено декілька відео на YouTube, які містять вказівки щодо того як це зробити. Хоча було невідомо, хто причетний до видалення, видання, які повідомляли про новини, вважали, що це Nintendo, враховуючи минулу історію видачі повідомлень про видалення DMCA проти неофіційних творців контенту.
24 серпня 2022 року компанія Denuvo Software Solutions GmbH оголосила, що розробила «Nintendo Switch Emulator Protection», нове рішення керування цифровими правами для ігор Nintendo Switch, яке має на меті дозволити розробникам блокувати гру за допомогою емуляторів, таких як Yuzu.
У березні 2024 року після позова Nintendo проти yuzu до суду та мирової угоди, розробка і підтримка емулятора була припинена, компанія-розробник має виплатити Nintendo 2,4 млн $